# Versnovelle
Eine Versnovelle ist eine novellistische Erzählung in Versform. Versnovellen sind eine Form der Verserzählung vor allem des späten Mittelalters, bevor sich Prosa als Erzählform allgemein durchsetzte. Eng verwandt sind alle kleinepischen Literaturgattungen wie Märe, Bîspel, Legende, Exempel oder Fabel.
Als früheste Versnovellen im deutschen Sprachraum können Der arme Heinrich von Hartmann von Aue (um 1190) und die anonyme Erzählung Moriz von Craûn (um 1220/30) gelten. Spätere Beispiele sind der Meier Helmbrecht von Wernher dem Gartenaere, der im dritten Viertel des 13. Jahrhunderts entstand und die Kleinepik des Strickers oder Konrads von Würzburg. Eine bekannte Sammlung englischer Versnovellen des 14. Jahrhunderts sind Geoffrey Chaucers Canterbury Tales. Zu den italienischen Versnovellen gehört etwa Uberto e Philomena im 15. Jahrhundert.
Nach Gero von Wilpert (Sachwörterbuch der Literatur) entwickelte sich die Versnovelle in der Neuzeit neben der vorherrschenden Kleinepik in Prosaform zu einer selbständigen Literaturgattung. Gepflegt wurde sie von Dichtern des Rokoko (Friedrich von Hagedorn, Christian Fürchtegott Gellert) sowie von deutschen Dichterinnen der Zeit. Auch die im späten 19. Jahrhundert einsetzende Gegenströmung zum Realismus bediente sich der Versnovelle als Ausdrucksform (Paul Heyse, Viktor von Scheffel, Carl Spitteler, Julius Wolff).